# Szir
Szir (arab. شير) – wieś w Syrii, w muhafazie Hama. W 2004 roku liczyła 793 mieszkańców.